# The American Crisis

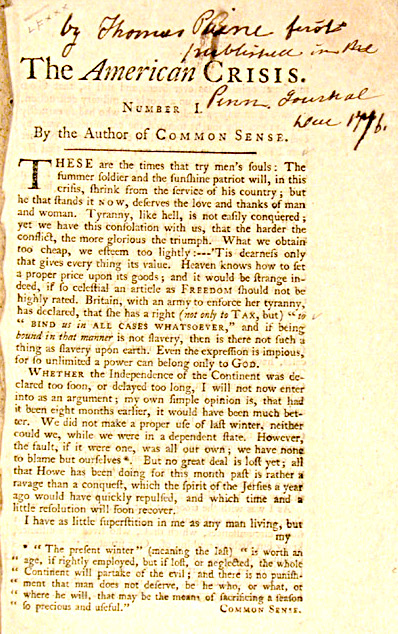
The American Crisis

The American Crisis ou (em português: A Crise Americana, ou simplesmente A Crise), é uma série de panfletos do filósofo e autor do Iluminismo do século XVIII Thomas Paine, originalmente publicado de 1776 a 1783 durante a Revolução Americana. Treze panfletos numerados foram publicados entre 1776 e 1777, com três panfletos adicionais lançados entre 1777 e 1783. O primeiro dos panfletos foi publicado no The Pennsylvania Journal em 19 de dezembro de 1776. Paine assinou os panfletos com o pseudônimo de "Senso Comum".
Os panfletos eram contemporâneos das primeiras partes da Revolução Americana, quando os colonos precisavam de obras inspiradoras. A série American Crisis foi usada para "recarregar a causa revolucionária". Paine, como muitos outros políticos e acadêmicos, sabia que os colonos não iriam apoiar a Guerra Revolucionária Americana sem a devida razão para fazê-lo. Escritos em uma linguagem que a pessoa comum pudesse entender, eles representavam a filosofia liberal de Paine. Paine também usou referências a Deus, dizendo que uma guerra contra a Grã-Bretanha seria uma guerra com o apoio de Deus. Os escritos de Paine reforçaram o moral dos colonos americanos, apelaram à consideração do povo britânico sobre a guerra, esclareceram as questões em jogo na guerra e denunciaram os defensores de uma paz negociada. O primeiro volume começa famosamente: "Estes são os tempos que provam as almas dos homens".

## Datas e locais de publicação
A série Crisis apareceu em uma variedade de formatos de publicação, às vezes (como nos quatro primeiros) como panfletos independentes e às vezes em um ou mais jornais. Em vários casos, também, Paine dirigiu sua escrita a um público específico, enquanto em outros casos ele deixou seu destinatário não declarado, escrevendo implicitamente para o público americano (que era, é claro, seu público realmente pretendido em todos os momentos).
| Número                        | Data da primeira aparição | Impressora / Local de Publicação                              | Endereçado a:                                                                   |
| ----------------------------- | ------------------------- | ------------------------------------------------------------- | ------------------------------------------------------------------------------- |
| Número I                      | 19 de dezembro de 1776    | Styner e Cist (Filadélfia)                                    | --                                                                              |
| Número II                     | 17 de janeiro de 1777     | Styner e Cist (Filadélfia)                                    | “AO SENHOR HOWE”                                                                |
| Número III                    | 25 de abril de 1777       | Styner e Cist (Filadélfia)                                    | --                                                                              |
| Número IV                     | 13 de setembro de 1777    | Styner e Cist (Filadélfia)                                    | --                                                                              |
| Número V                      | 23 de março de 1778       | John Dunlap (Lancaster, PA)                                   | “TO GENERAL SIR WILLIAM HOWE” (parte 1) / “AOS HABITANTES DA AMÉRICA” (parte 2) |
| “Número VI”                   | 22 de outubro de 1778     | Pennsylvania Packet (Filadélfia)                              | “AO CONDE DE CARLISLE, GENERAL CLINTON, E WILLIAM EDEN, ESQ”                    |
| “Número VII”                  | 12 de novembro de 1778    | Pennsylvania Packet (Filadélfia)                              | “AO POVO DA INGLATERRA”                                                         |
| “Número VIII”                 | 26 de fevereiro de 1780   | Pennsylvania Packet (Filadélfia)                              | “AO POVO DA INGLATERRA”                                                         |
| "Número IX”                   | 10 de junho de 1780       | Pennsylvania Packet (Filadélfia)                              | --                                                                              |
| A Crise Extraordinária        | 7 de outubro de 1780      | William Harris (Filadélfia)                                   | --                                                                              |
| “Número XI”                   | 11 de maio de 1782        | Pennsylvania Packet / Pennsylvania Journal (ambos Filadélfia) | --                                                                              |
| “A Última Crise, Número XIII” | 19 de abril de 1783       | Pennsylvania Packet / Pennsylvania Journal (ambos Filadélfia) |                                                                                 |